# 1652
Епоха великих географічних відкриттів •  Ганза •  Річ Посполита •  Запорозька Січ •  Хмельниччина

## Геополітична ситуація
Османську імперію очолює Мехмед IV (до 1687). Під владою османського султана перебувають Близький Схід та Єгипет, Середземноморське узбережжя Північної Африки, частина Закавказзя, значні території в Європі: Греція, Болгарія та Сербія. Васалами османів є Волощина та Молдова.
Священна Римська імперія — наймогутніша держава Європи. Її територія охоплює, крім німецьких земель, Угорщину з Хорватією, Богемію, Північну Італію. Її імператором є Фердинанд III з родини Габсбургів (до 1657). Королем Богемії та Угорщини є Фердинанд IV Габсбург.
Габсбург Філіп IV Великий є королем Іспанії (до 1665). Йому належать Іспанські Нідерланди, південь Італії, Нова Іспанія, Нова Гранада та Нова Кастилія в Америці, Філіппіни. Королем Португалії проголошено Жуана IV, хоча Іспанія це проголошення не визнає. Португалія має володіння в Бразилії, в Африці, в Індії, на Цейлоні, в Індійському океані й Індонезії.
Північ Нідерландів займає Республіка Об'єднаних провінцій. Король Франції — Людовик XIV (до 1715). В Англії триває Англійська революція, встановлено Англійську республіку. Король Данії та Норвегії — Фредерік III (до 1670), королева Швеції — Христина I (до 1654). На Апеннінському півострові незалежні Венеційська республіка та Папська область.
Королем Речі Посполитої, якій належать українські землі, є Ян II Казимир (до 1668).
Гетьман України — Богдан Хмельницький. На півдні України існує Запорозька Січ.
Царем Московії є Олексій Михайлович (до 1676). Існують Кримське ханство, Ногайська орда.
В Ірані правлять Сефевіди. Значними державами Індостану є Імперія Великих Моголів, Біджапурський султанат, султанат Голконда, Віджаянагара. В Китаї править Династія Цін. У Японії триває період Едо.

## Події

### Україна
- На початку червня страчено представників козацької старшини на чолі з Матвієм Гладким, що підняла бунт через невдоволення умовами білоцерківського мирного договору, зокрема скороченням кількості реєстрових козаків.
- 22 травня у битві під Батогом козацько-татарські війська під проводом Богдана Хмельницького розгромили польську армію на чолі з Мартином Калиновським.
- 21 серпня син Богдана Хмельницького Тиміш одружився з дочкою молдавського господаря Василя Лупула.

### Світ

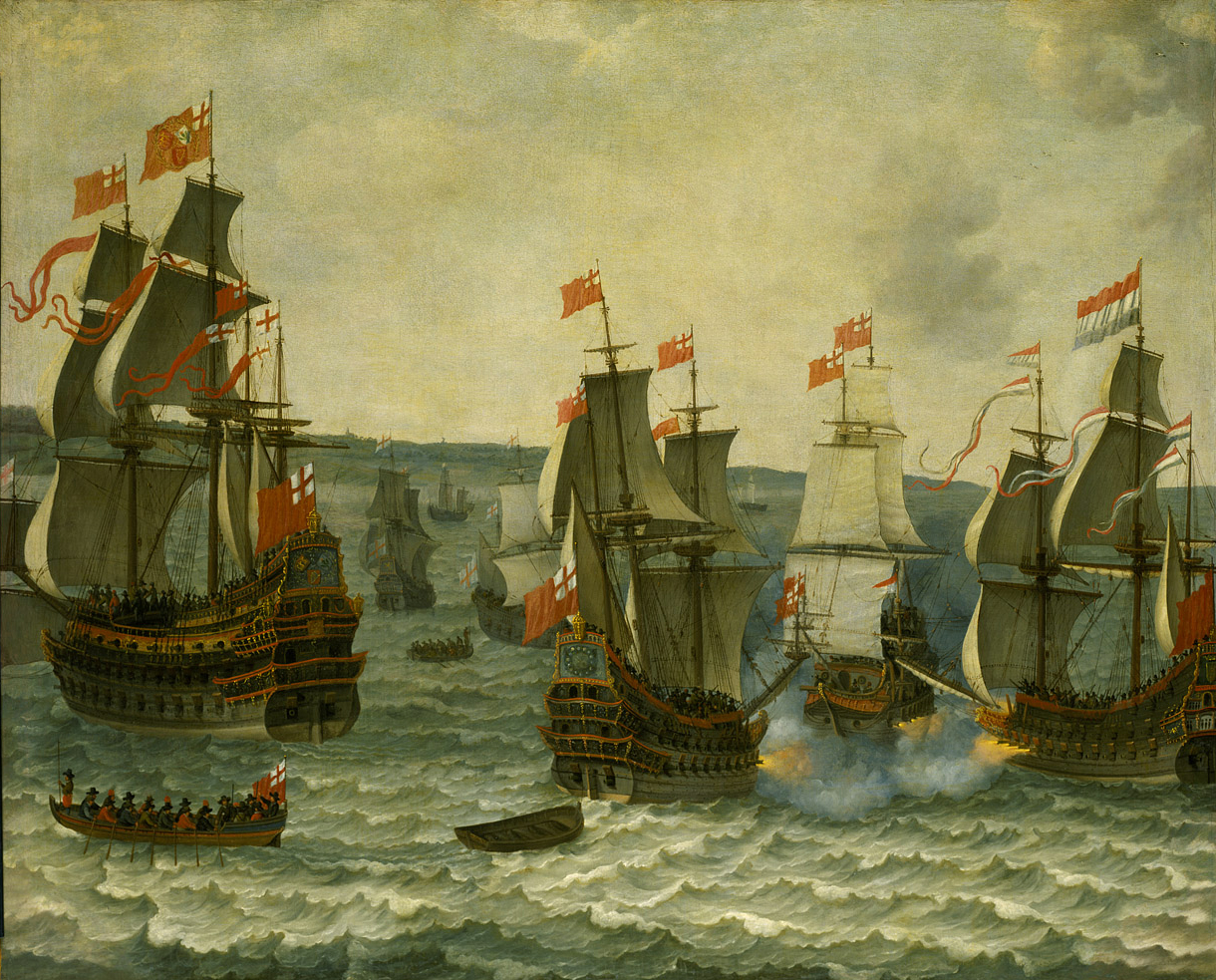
Морська битва часів першої англо-голландської війни. Абрагам Віллертс

- Московським патріархом став Никон.
- 6 квітня, виконуючи наказ нідерландської Ост-Індської компанії, в район поблизу мису Доброї Надії на півдні Африки прибула експедиція на чолі з Яном ван Рібеком. Ця подія започаткувала Кейптаун та Капську провінцію.
- Англійська революція:
  - 12 лютого парламент-охвістя проголосив об'єднання Англії та Шотландії в одну державу.
  - 12 травня ірландське місто Гелвей здалося парламентським військам.
- Почалася перша англо-голландська війна.
- Іспанія збанкрутувала.
- Кастильські війська окупували Барселону.
- У Франції завершилася Фронда. 21 жовтня у Париж повернувся 14-літній король Людовик XIV.
- На Род-Айленді скасовано рабство.
- Спалахнуло селянське повстання на Голландській Фермозі.
- Династія Південна Мін захопила Гуйлінь.

## Народились
див. також Категорія:Народились 1652

## Померли
див. також Категорія:Померли 1652